# Jerzy Gołębiewski

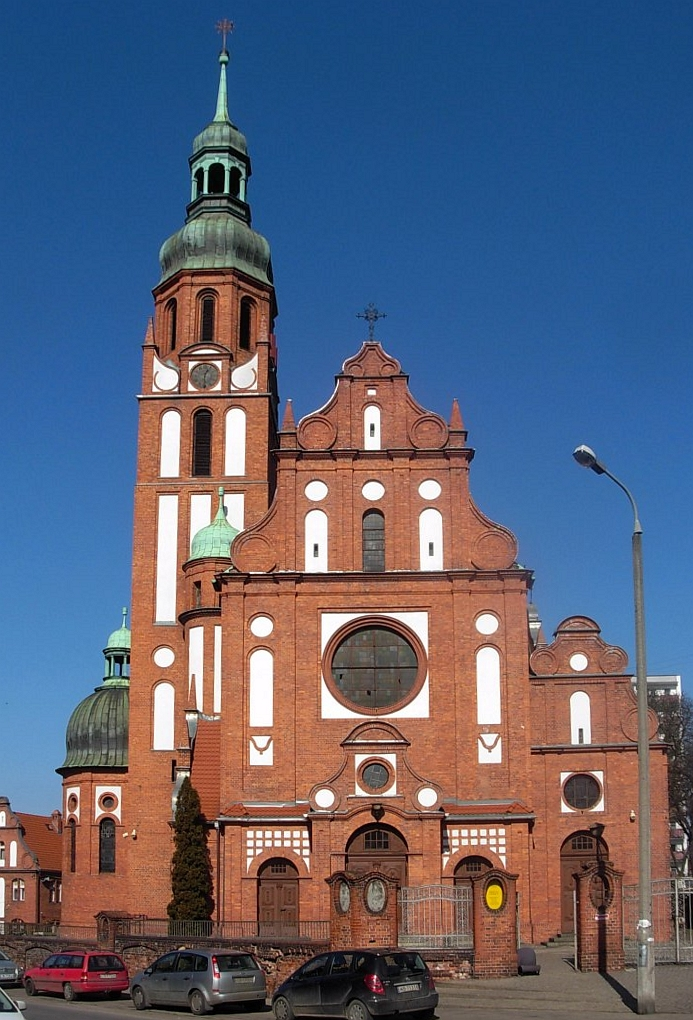
Kościół św. Trójcy w Bydgoszczy, gdzie w latach 1972–1996 proboszczem był ks. Jerzy Gołębiewski

Jerzy Gołębiewski (ur. 28 grudnia 1927 w Chełmży, zm. 15 lutego 1996 w Warszawie) – ksiądz katolicki, prałat, długoletni proboszcz kościoła Św. Trójcy w Bydgoszczy (1972-1996), dziekan bydgoski,  kapelan honorowy Jego Świątobliwości.

## Życiorys
Urodził się 28 grudnia 1927 r. w Chełmży. Był synem Jana, zegarmistrza, właściciela sklepu jubilerskiego i złotniczego oraz Łucji z domu Koepke, córki drogerzysty. W 1937 r. zamieszkał w Bydgoszczy, dokąd przeprowadzili się jego rodzice. Uczęszczał do Szkoły Powszechnej im. Stanisława Staszica.

### Losy w czasie II wojny światowej
Po zajęciu Bydgoszczy przez Niemców we wrześniu 1939 r. kontynuował naukę w szkole dla dzieci polskich (nauka odbywała się w języku niemieckim). Po ukończeniu szkoły uczył się zawodu zegarmistrza w warsztacie swego ojca, a po dwóch latach złożył egzamin czeladniczy. W lipcu 1944 r. został zmuszony do wyjazdu do Werben pod Magdeburgiem, gdzie pracował w polu, czyścił kloaki i odbywał szkolenie wojskowe. W październiku 1944 r. przerzucono go na granicę niemiecko-holenderską, gdzie w warunkach niemal frontowych kopał umocnienia wojskowe. 5 grudnia 1944 r. wrócił do Bydgoszczy, jednak po dwóch tygodniach został powołany do Wehrmachtu i skierowany do Frankfurtu nad Odrą, gdzie przeszedł wyczerpujące szkolenie wojskowe (do połowy stycznia 1945). W lutym 1945 r. został przerzucony na front i uczestniczył w walce o likwidację przyczółka Armii Czerwonej. Jako jeden z nielicznych wrócił do koszar we Frankfurcie i pozostał tam do połowy kwietnia 1945 r., do nadejścia wojska sowieckiego. Zdołał uciec z miasta okrążonego przez Rosjan. W czasie ucieczki ranny w nogę, znalazł się w szpitalu w Luckenwalde. Gdy tylko mógł, opuścił szpital i pieszo dotarł do Chociebuża, skąd pociągiem dojechał do Rawicza i następnie do Bydgoszczy.

### Praca duszpasterska do 1972 r.
Po wyzwoleniu Bydgoszczy spod okupacji niemieckiej zapisał się do Liceum dla Dorosłych. Naukę łączył z pracą w warsztacie ojca. Po złożeniu 2 lipca 1948 r. egzaminu dojrzałości, zgłosił się Seminarium Duchownego w Gnieźnie. Studiował w Gnieźnie, Poznaniu (teologia) i ponownie od 1953 r. w Seminarium Gnieźnieńskim. 27 maja 1954 r. przyjął święcenia kapłańskie. Od 1 lipca tego roku był wikariuszem w parafii św. Apostołów Piotra i Pawła w Toruniu-Podgórzu. W lipcu 1957 r. przeniesiono go do Archidiecezji Warszawskiej i skierowano do pracy w parafii św. Jakuba w Skierniewicach. Obowiązki duszpasterskie łączył z pracą w liceum i technikum, gdzie uczył religii. Jednak po zorganizowaniu pielgrzymki uczniów do Częstochowy został odsunięty od nauczania w szkole.
W 1959 r. został przeniesiony do kościoła Świętej Trójcy w Bydgoszczy na stanowisko wikariusza. Następnie w 1963 r. z Bydgoszczy skierowano go do Złotnik Kujawskich, gdzie będąc wikariuszem faktycznie pełnił obowiązki proboszcza (schorowany proboszcz zrezygnował z parafii i przeszedł na emeryturę). 1 listopada 1963 r. ks. kardynał Stefan Wyszyński, prymas Polski przeniósł go Cierpic koło Torunia i mianował go proboszczem tamtejszej parafii Najświętszej Marii Panny Królowej Polski. Pracę duszpasterską łączył z wielką dbałością o stan kościoła. Przygotował go do liturgii posoborowej, ustawił nowy ołtarz, a wnętrza ozdobił mozaiką. Przeprowadził remont dachu i wieży kościoła w Cierpicach oraz szereg prac budowlanych i modernizacyjnych w kościele pomennonickim w Małej Nieszawie. Kolejną jego placówką duszpasterską (wrzesień 1968 – maj 1972) był kościół Świętego Ducha we Wrześni.

### Działalność w Bydgoszczy
15 maja 1972 r. został mianowany proboszczem dużej parafii Świętej Trójcy w Bydgoszczy. Parafię tą poznał już w końcu lat 50., gdy pełnił w niej obowiązki wikariusza. W czasie 24 lata trwającej pracy w tej parafii, rozwinął szeroką i zróżnicowaną działalność duszpasterską. Zorganizował Duszpasterstwo Służby Zdrowia i Głuchoniemych dla całej Bydgoszczy, Duszpasterstwo Akademickie, Duszpasterstwo Dziewcząt, Duszpasterstwo Rodzin i Poradnictwo Rodzinne, duszpasterstwu różnych grup zawodowych oraz Stowarzyszenie Młodzieży Katolickiej. Organizował spotkania ekumeniczne i inne. Przy parafii powstał także Klub Książki i Prasy Katolickiej. Na początku lat 80. założył Punkt Apteczny „Solidarność”.
Dbał również o zabytkową świątynię. Odnowił kaplicę Świętego Krzyża, wymienił pokrycie dachu, podłączył świątynię do miejskiej sieci grzewczej, pokrył kopułę kaplicy Matki Boskiej Częstochowskiej oraz główną wieżę kościoła blachą miedzianą, przebudował prezbiterium, odnowił polichromię, zbudował nowy dom katechetyczny (1983-1986), zmodernizował oświetlenie kościoła, przeprowadził remont organów, rozpoczął remont elewacji zewnętrznej kościoła oraz konstrukcji nośnej dachu (1990).
Odnowił również ogrodzenie i przeprowadził remont kaplicy na cmentarzu parafialnym na przedmieściu Jary.
Władze kościelne mianowały go w 1979 r. dziekanem dekanatu Bydgoszcz III. W 1983 r. papież Jan Paweł II wyniósł go do godności  Kapelana Honorowego Jego Świątobliwości. Od lat 90. XX w. był członkiem zarządu Towarzystwa Miłośników Miasta Bydgoszczy. Był autorem opracowania pt „Pan jest moim Pasterzem” (Bydgoszcz, 1995), poświęconego kościołowi i parafii Świętej Trójcy w Bydgoszczy.
Zmarł 15 lutego 1996 r. w Warszawie. Został pochowany na cmentarzu parafialnym Świętej Trójcy w Bydgoszczy.